# Chaetanthus aristatus
Chaetanthus aristatus är en gräsväxtart som först beskrevs av Robert Brown, och fick sitt nu gällande namn av Barbara Gillian Briggs och Lawrence Alexander Sidney Johnson. Chaetanthus aristatus ingår i släktet Chaetanthus och familjen Restionaceae. Inga underarter finns listade i Catalogue of Life.